# Хризомелины
Хризомелины (лат. Chrysomelinae) — подсемейство жуков из семейства листоедов.

## Описание
Мелкие и среднего размера жуки длиной от 1,5 мм (Gibbiomela) до 30 мм (Promechus). Форма тела выпукло-овальная с выступающей прогнатной головой. Усики 11-члениковые, нитевидные или слегка булавовидные, с 2-5-апикальными увеличенными сегментами (например, у некоторых представителей родов Geomela, Plagiodera), редко асимметрично сплющенные (Johannica).
Некоторые виды проявляют высокий среди насекомых уровень материнской заботы о потомстве. Неотропические представители Doryphorini (Chrysomelinae) не только находят богатую пищей среду для мест яйцекладки, они ещё и защищают яйца и личинок после их вылупления.
Хромосомный набор исследован у 260 видов и варьирует в пределах от 2n = 12 до 2n = 50 хромосом. В том числе: Ambrostoma superbum 2n = 40 (Xy(p)), Chrysolina colasi, Oreina fairmairiana и Platyphora spectabilis 2n = 24 (Xy(p)), Chrysolina gebleri 2n = 26 (XY(p)), Colaspidema barbarum 2n = 28 (Xy(p)), Crosita altaica и C. rugulosa 2n = 30 (Xy(p)), Phratora polaris, Ph. vitellinae и Ph. vulgatissima 2n = 34 (Xy(p)), Chrysolina marginata 2n = 40 хромосом. У колорадского жука, Leptinotarsa lineolata и Leptinotarsa behrensi 2n (♂) = 35 хромосом.

## Экология и местообитания
Личинки и имаго питаются растительной пищей.
Наиболее известный представитель — вид Leptinotarsa decemlineata (колорадский жук) — важный сельскохозяйственный вредитель.

## Распространение
Встречаются повсеместно на всех материках, кроме Антарктиды. Наибольшее число эндемичных родов в Австралии (29) и в Южной Америке (23). Почти 25 % всех видов (около 750) и родов (более 40) также отмечены в Австралии.

## Классификация
Около 130 родов и более 2000 видов.
Современные молекулярные и морфологические исследования поддерживают монофилию подсемейства.
Подсемейство Chrysomelinae рассматривается сестринским к Galerucinae. Внутри Chrysomelinae особое положение занимает триба Timarchini (с единственным родом Timarcha), которая противопоставляется остальным трибам или даже выделяется в отдельное подсемейство.
Среди крупнейших родов Doryphora (Центральная и Южная Америка, около 450 видов), Chrysolina (Голарктика, Африка, Индия, 450 видов и около 60 подродов), Paropsisterna (Австралия и Новая Гвинея, 110 видов) и Peltoschema (Австралия, ~100).
- Chrysomelini
- Gonioctenini
  - Chrysolinina
  - Gonioctenina
  - Paropsina
- Phyllocharitini
- Timarchini
- †Mesolpinini[8]

### Список родов
- Agasta[9]
- Alfius
- Ambrostoma
- Aphilon
- Caccomolpus
- Cadiz
- Callidemum
- Calligrapha
- Calomela
- Cecchiniola
- Chalcolampra
- Chrysomela
- Chrysolina
- Colaphus
- Colaspidema
- Crosita
- Cyrtonastes
- Cyrtonus
- Dicranosterna
- Doryphora
- Entomoscelis
- Ethomela
- Eugastromela
- Eulina
- Ewanius
- Faex
- Gastrolina
- Gastrolinoides
- Gastrophysa
- Geomela
- Gonioctena — включает Phytodecta
- Hydrothassa
- Hysmatodon
- Johannica
- Labidomera
- Lamprolina
- Leptinotarsa
- Linaedea
- Machomena
- Maurodus
- †Mesolpinus[8]
- Nanomela
- Novacastria
- Odontoedon
- Oomela
- Oreina
- Palaeomela
- Paropsides
- Paropsimorpha
- Paropsis
- Paropsisterna
- Peltoschema
- Phaedon
- Philhydronopa
- Phola
- Phratora
- Phyllocharis
- Plagiodera
- Plagiosterna
- Platyphora
- Prasocuris
- Platymela
- Poropteromela
- Promechus
- Proseicela
- Psylliodes
- Pterodunga
- Rhaebosterna
- Sclerophaedon
- Smaragdina
- Sphaeroderma
- †Stenaspidiotus[10]
- Timarcha
- Timarchida
- Trachymela
- Zeaphilon
- Zygogramma
- другие

## Галерея

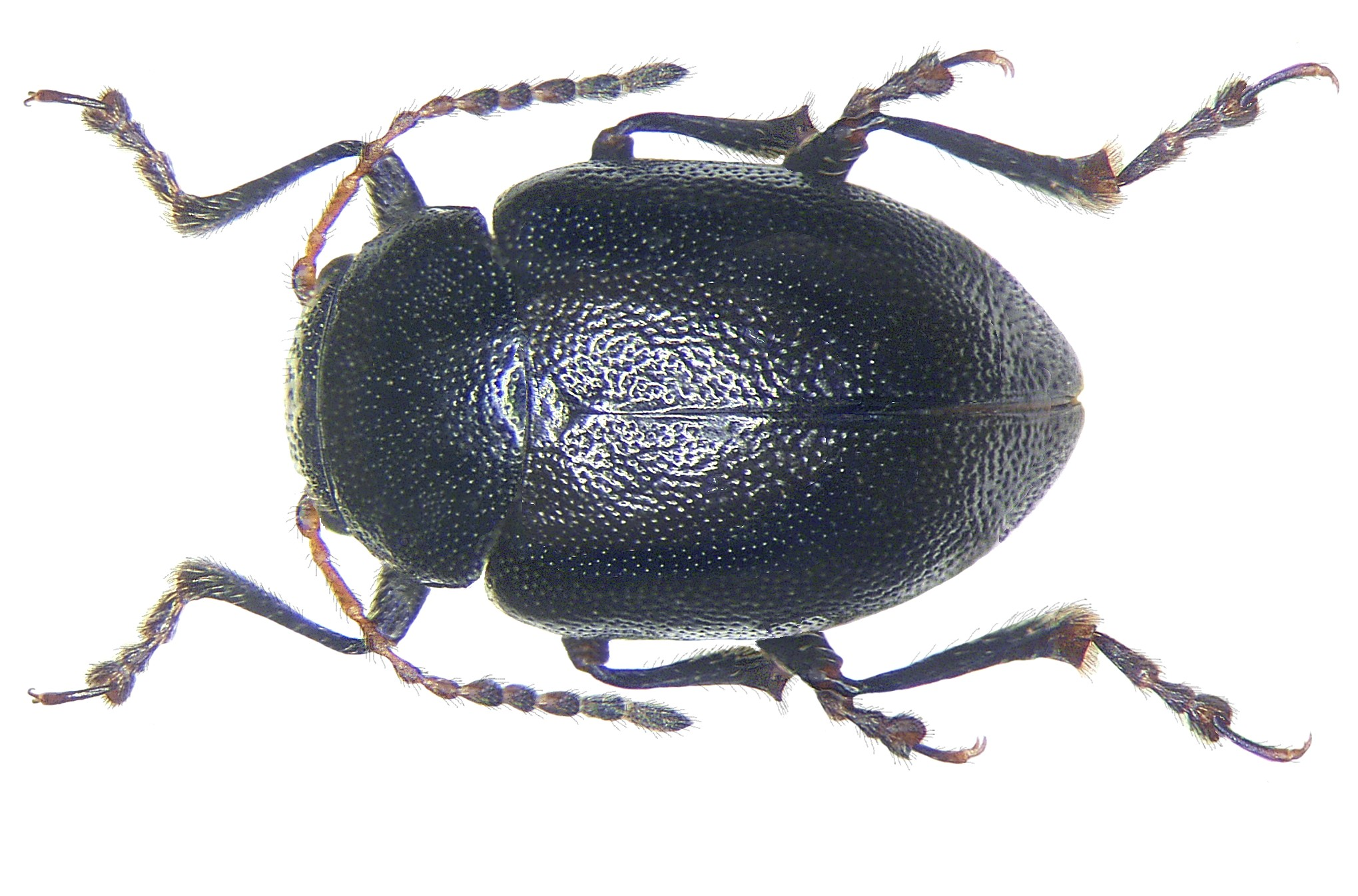
Colaspidema atrum
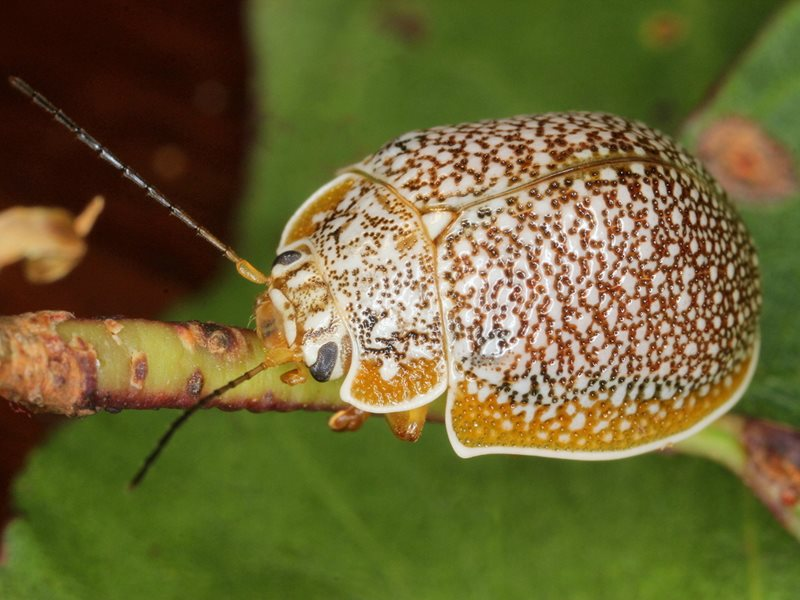
Paropsis dilatata
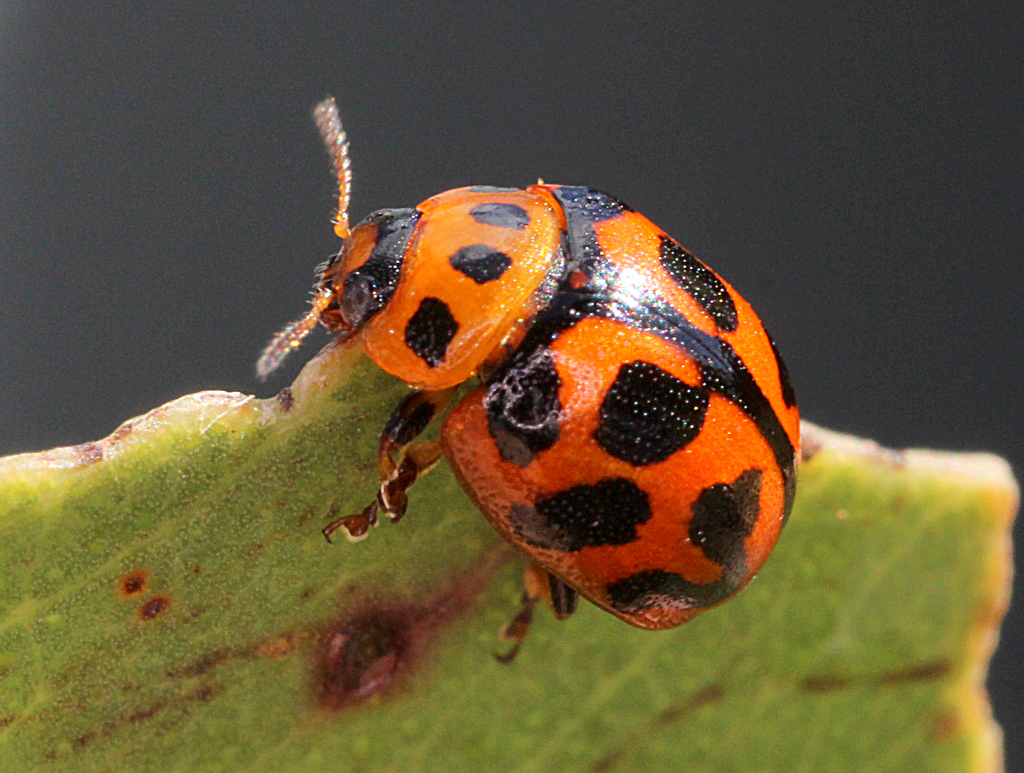
Peltoschema oceanica
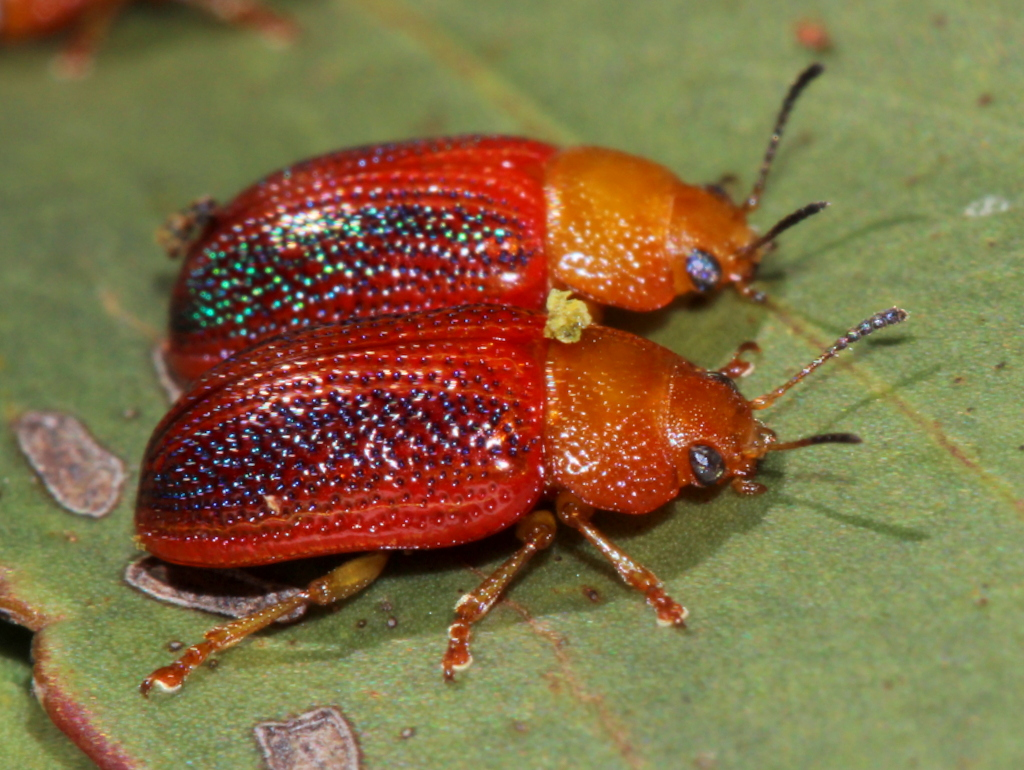
Calomela satelles
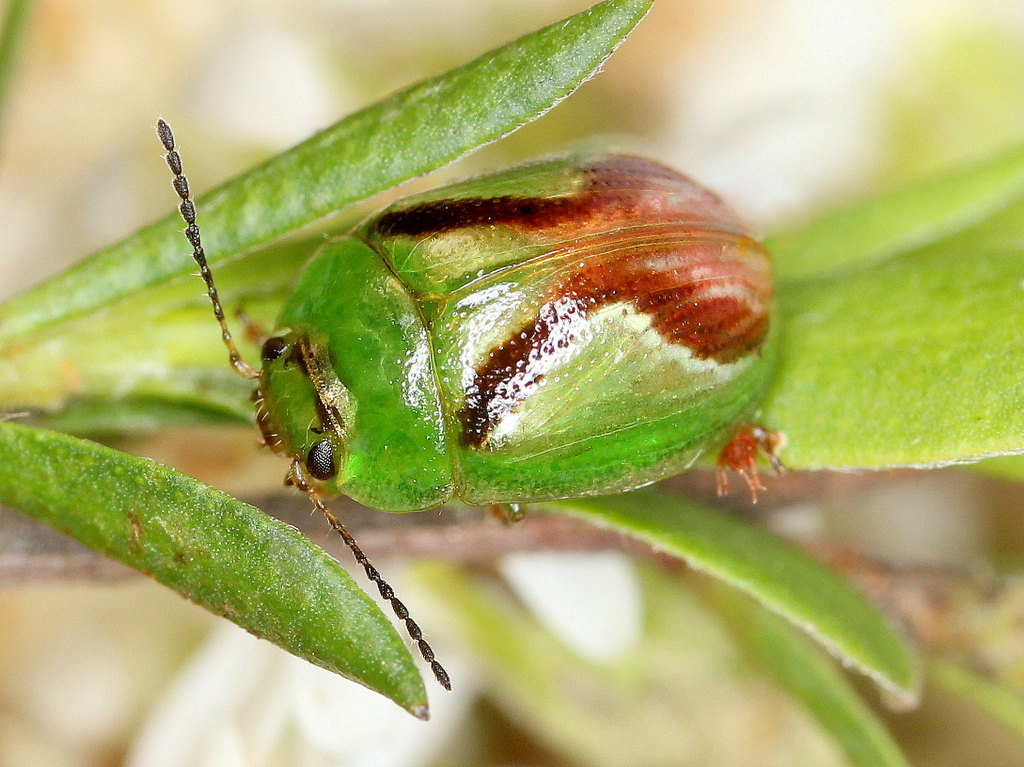
Paropsides opposita
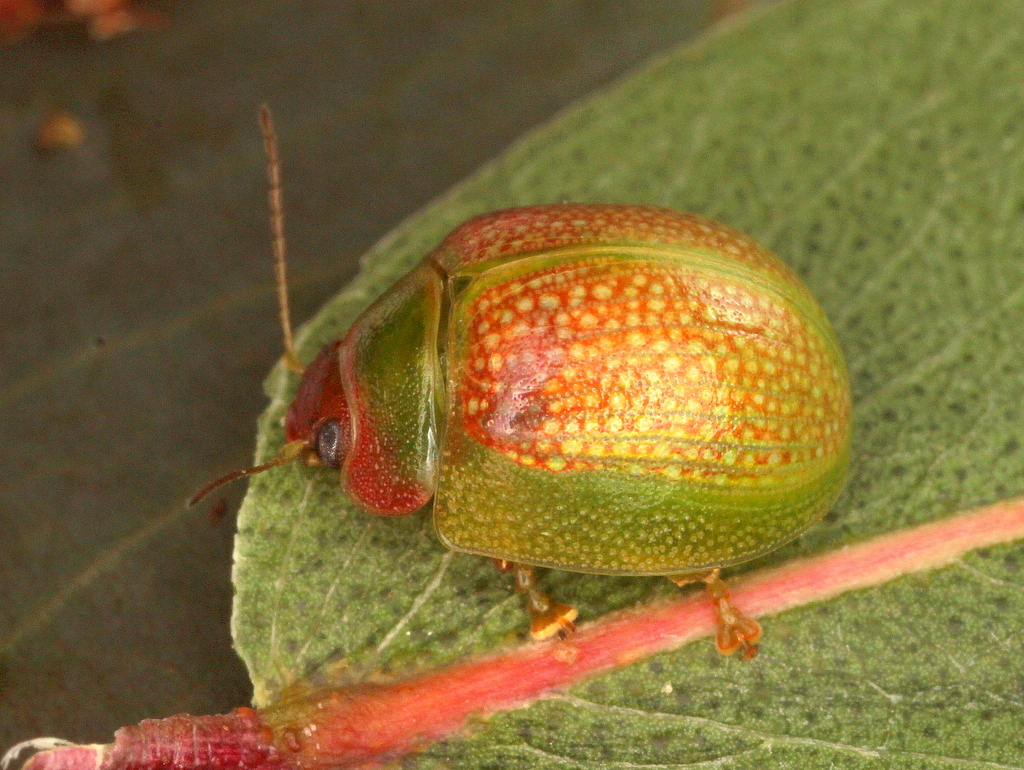
Paropsisterna
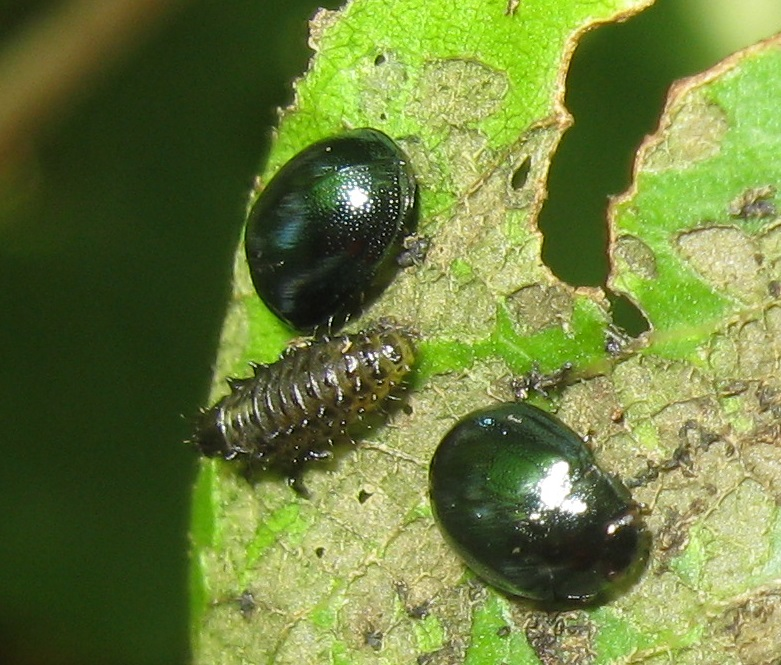
Plagiodera versicolora
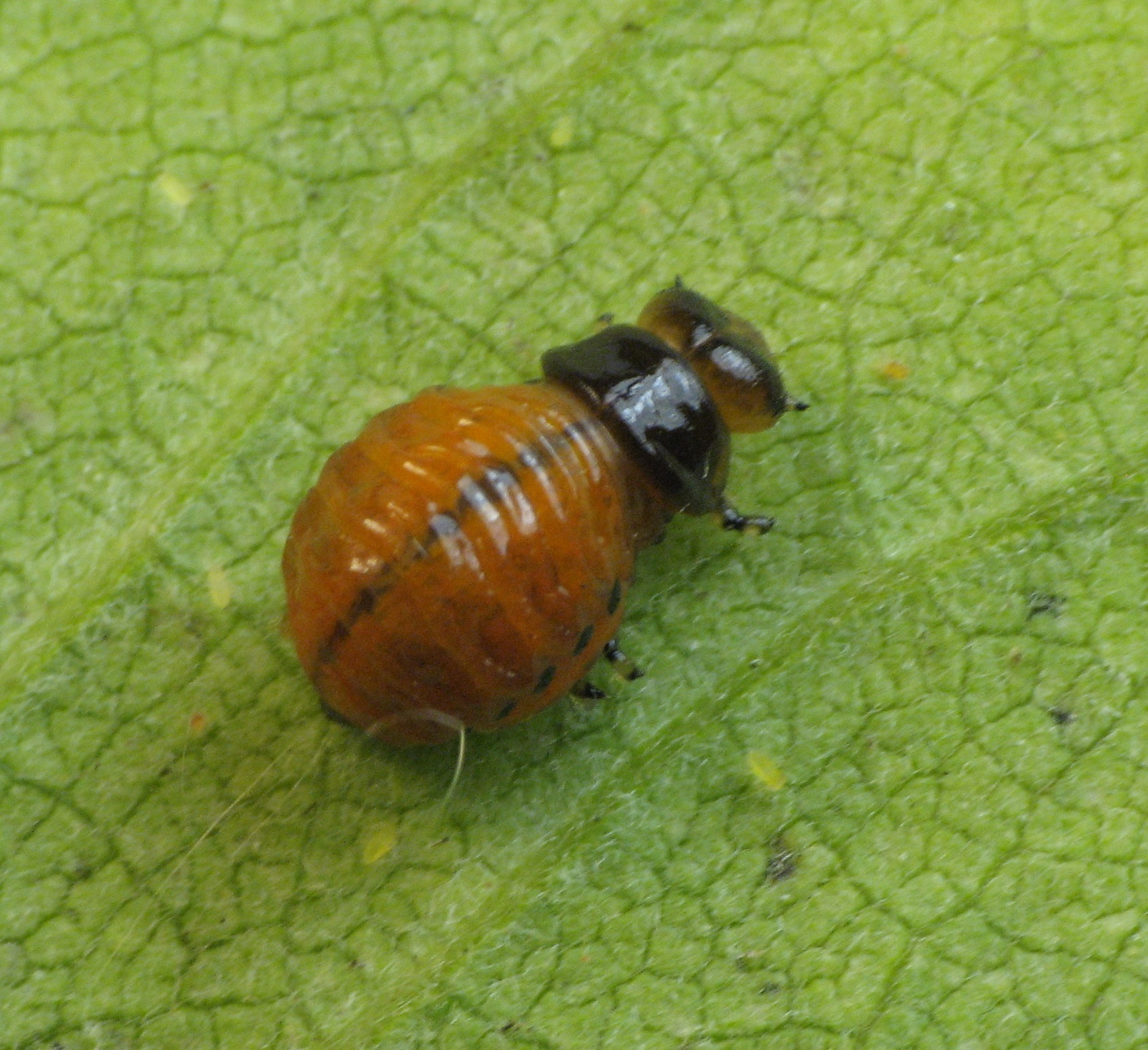
Labidomera clivicollis
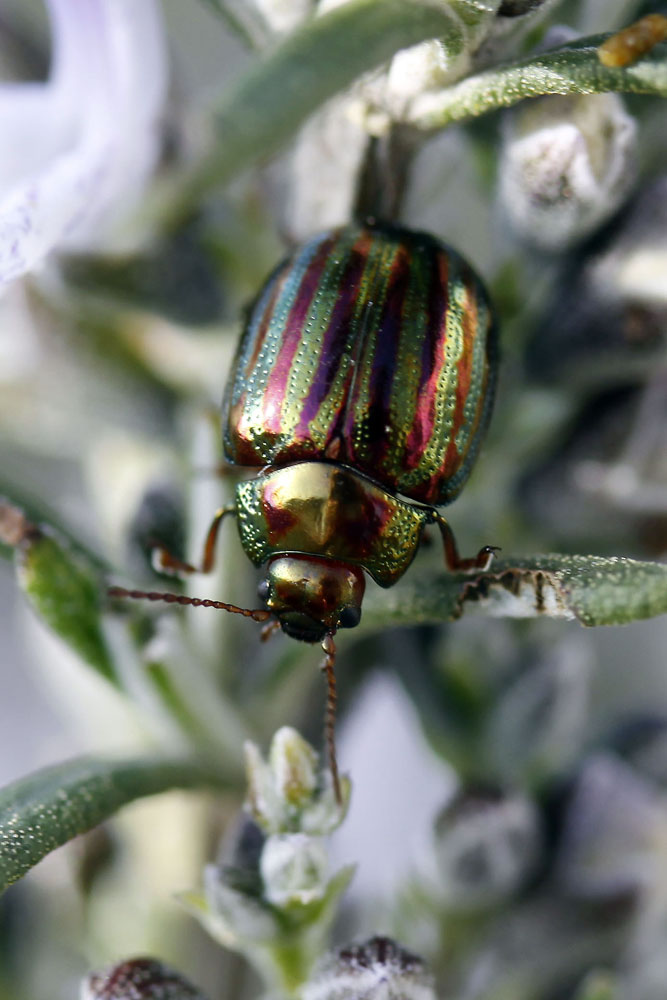
Chrysolina americana
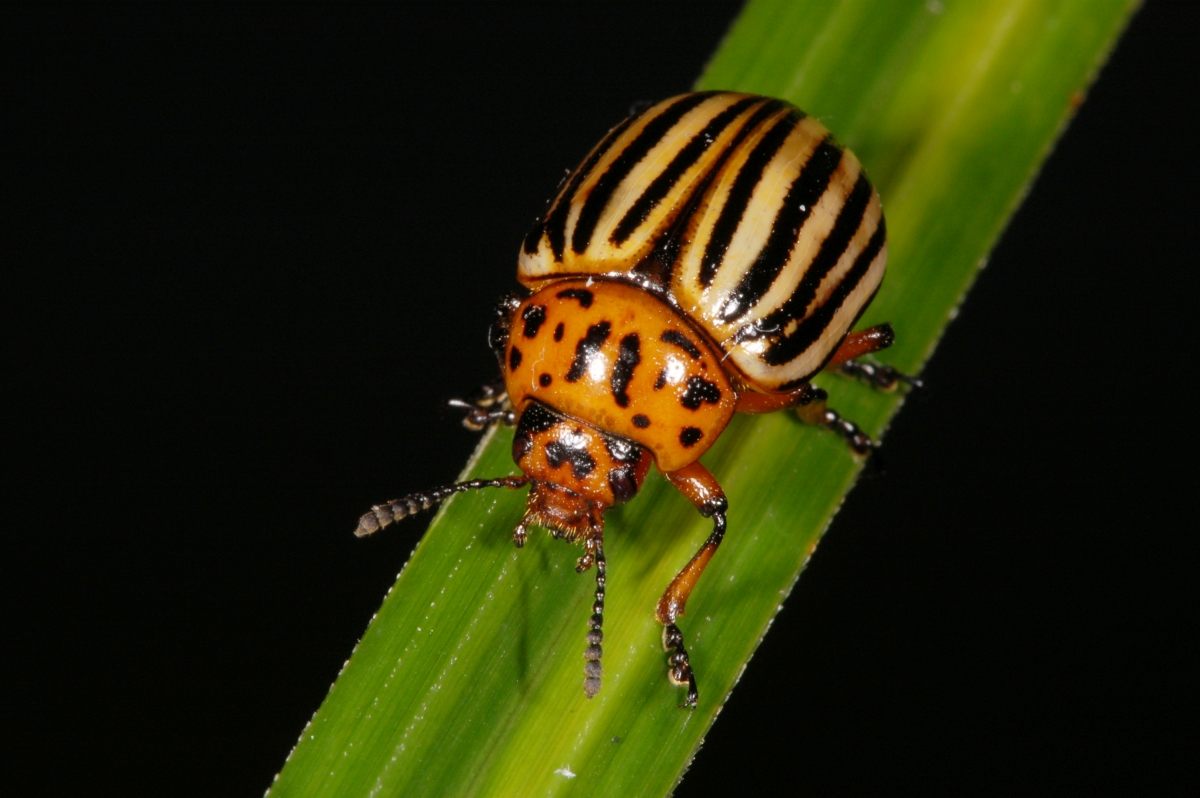
Колорадский жук